# Stratovulkan
Stratovulkan, također poznat i kao kompozitni vulkan, visoki je, stožasti vulkan koji se sastoji od mnogih “slojeva” očvrsnule lave, piroklastičnog materijala i vulkanskog pepela. Za razliku od štitastih vulkana, za stratovulkane karakterističan je strmi profil i periodično smјеnjivanje eksplozivnih i mirnih erupcija. Lava koja izlazi iz stratovulkana, obično se ohladi i očvrsne prije nego što se krene širiti, zbog svoje velike viskoznosti. Magma koja formira ovu lavu ima visok do srednji sadržaj silicija (kao kod riolita, dacita ili andezita), i male količine mafične magme male viskoznosti. Veliki slivovi lave nisu česti, ali su se događale erupcije gdje je lava tekla i do 15 km od vulkana.
Stratovulkani se ponekad nazivaju "kompozitnim vulkanima" zbog njihove složene slojevite strukture izgrađene od uzastopnih izljeva eruptiranih materijala. Tri vrlo poznata stratovulkana su Krakatoa, koji je poznat po katastrofalnoj erupciji iz 1883. godine, i Vezuv, poznat po erupciji iz 79. godine, kada su uništeni gradovi Pompeji i Herkulanej. Treći vrlo poznat vulkan je Fuji, najveći vrh i vulkan Japana, poznat po razornim potresima i u neposrednoj blizini većih gradova. U moderno doba, najznačanije erupcije su Mount Saint Helens u američkoj saveznoj državi Washington i Pinatubo na Filipinima, koji su vrlo intenzivno eruptirali, ali s manje smrtnih slučajeva.